# ماوريتسيو فوندريست
ماوريتسيو فوندريست (بالإيطالية: Maurizio Fondriest)‏ مواليد 15 يناير 1965 في إيطاليا، هو دراج إيطالي سابق. سبق أن شارك في دورة الألعاب الأولمبية الصيفية.

## سباقات أو مراحل فاز بها
- بطولة العالم لسباق الدراجات على الطريق
- طواف سويسرا
- طواف إيطاليا

## روابط خارجية
- ماوريتسيو فوندريست على موقع أرشيف الدراجات (الإنجليزية)
- ماوريتسيو فوندريست على موقع إحصائيات الدراجات الإحترافية (الإنجليزية)
- ماوريتسيو فوندريست على موقع CycleBase (الإنجليزية)
- ماوريتسيو فوندريست على موقع اللجنة الأولمبية الدولية (الإنجليزية)
- ماوريتسيو فوندريست على موقع أوليمبيديا (الإنجليزية)

Cyclingarchives